# Yankalilla (rivière)
La Yankalilla est une rivière du sud-est de l'Australie-Méridionale sur la péninsule Fleurieu.

## Description
Elle prend sa source à 113 m d'altitude dans la chaîne du Mont-Lofty et après un cours de 15 km se jette dans la baie de Yankalilla dans l'océan Austral à 2 km au sud de Normanville.